# Стиксозавр
Стиксозавр (лат. Styxosaurus) — род вымерших рептилий из семейства эласмозаврид надотряда завроптеригий, живший с сантонского по кампанский век (так называемая «сенонская субэпоха») мелового периода (84,9—70,6 млн лет назад).

## Этимология названия
Этот ящер получил своё название в честь реки Стикс (др.-греч. Στύξ) из древнегреческой мифологии, которая отделяла царство мрачного Аида от живого мира. Часть слова «-завр» происходит от σαῦρος (sauros), что означает «ящерица».
Типовой экземпляр был обнаружен в месторождении Хелл-Крик, в Логан Кантри, штат Канзас. Он и послужил идеей для названия, придуманного палеонтологом Сэмюэлем Полом Уэллесом, который описал этот род в 1943 году.

## Описание
В длину стиксозавр достигал 11—12 метров, весил 3—4 тонны, по размерам был сопоставим с автобусом. Как и других эласмозаврид, у стиксозавра была очень большая шея, занимавшая чуть ли не половину от общей длины ящера. Более того, стиксозавр был одной из самых длинношеих морских рептилий за всю историю Земли. Он также обладал большим, крепким туловищем. Шея, по мнению палеонтологов, была у стиксозавра главным охотничьим приспособлением и позволяла ему врезаться в косяки рыб. Широкое распространение получила теория о том, что такие эласмозавриды, как стиксозавр, приближались к стае рыб снизу, пряча своё тело в мутной воде глубин водоёма, так, что рыбы могли видеть только переднюю часть головы. Такое поведение снижало возможность того, что атака ящера окажется замеченной, и соответственно, увеличивало шанс успешной охоты. Стиксозавр обладал типичными для таких ящеров тонкими, острыми зубами, которые сцеплялись друг с другом, когда он закрывал пасть, что не оставляло жертве никаких шансов вырваться из этой хватки после того, как она оказывалась в зубах плотоядного. Зубы его были идеально приспособлены для того, чтобы хватать и удерживать добычу, но они были совершенно неспособны резать или пережёвывать её, поэтому ящеру приходилось заглатывать её целиком.

## История изучения
Описание типового экземпляра вида Styxosaurus snowii было выполнено Сэмюэлем Уэнделлом Уиллистоном по целиком сохранившемуся черепу и двадцати шейным позвонкам.
Другой весьма полный образец — SDSMT 451 (длиной около 11 метров) — был обнаружен около Ионы, места, расположенного в штате Южная Дакота, США, в 1945 году. Изначально этот вид был описан и назван как Alzadasaurus pembertoni (в честь города Альзада в штате Монтана, США, в окрестностях которого и были найдены остатки этого вида) Уэллесом и Джеймсом Бампом в 1949-м и носил такое название вплоть до того момента, как палеонтолог Кен Карпентер признал его синонимом вышеупомянутого вида Styxosaurus snowii. В грудной полости этого скелета находилось свыше 200 (по некоторым данным, около 250) гастролитов — камней, которые ящер глотал с целью облегчить переваривание пищи. Любопытно, что в Школе Горнорудного дела скелет стиксозавра установлен так, что голова его смотрит вверх, выглядывая из воды, хотя в действительности же принять такую позицию было бы физически невозможно.
Несмотря на то, что большинство плотоядных для перемалывания пищи гастролиты не используют, их находят почти во всех хорошо сохранившихся скелетах эласмозаврид. Представляется возможность, что ящер использовал эти камни в качестве балласта, то есть для создания противодействия поднимающему эффекту воздуха в лёгких, который позволял бы ему плавать ближе ко дну, где он мог легче найти пищу. Но против этой версии говорят несколько вещей. Первое — тот факт, что в одном скелете этого ящера, который был найден в сланцах Пьера в западном Канзасе, были обнаружены размолотые кости рыбы, перемешанные с гастролитами. А второе — известно, что вес гастролитов, которые находят в остатках эласмозаврид, значительно меньше 1 % предполагаемой массы, которую имело животное при жизни.
Таким образом, если в наши дни крокодилы и некоторые другие животные используют гастролиты в качестве балласта, то вполне вероятно, что эласмозавры использовали их как вспомогательное устройство для желудка, своеобразную «мельницу» (см. Хендерсон (2006), обратное утверждает Уингс (2004)).
На сегодняшний день известно 5 коллекций остатков стиксозавра, которые находятся в Канзасе и Южной Дакоте.
Остатки стиксозавра находят в формации Niobrara, в звене Upper Smoky Hill, с биостатиграфической точки зрения — в так называемой «Зоне гесперорниса», или Spinaptychus sternbergi.

## Классификация
Вид Styxosaurus snowii принадлежит к семейству эласмозаврид и является близким родственником Elasmosaurus platyurus, остатки которого были обнаружены в Канзасе в 1867 году.
Первый из описанных стиксозавров был первоначально назван Cimoliasaurus snowii Сэмюэлем Уиллистоном в 1890 году. Этот экземпляр включал целиком сохранившийся череп и более двадцати шейных позвонков (KUVP 1301), которые были найдены около Хелл-Крик Э. П. Вестом, палеонтологическим ассистентом университета Канзаса.
Затем вид был переименован в Elasmosaurus snowii Уиллистоном в 1906-м, а впоследствии в Styxosaurus snowii Уэллесом в 1943 году.
Другой вид, Styxosaurus browni, получил название в 1952 году благодаря Уэллесу. Но, тем не менее, впоследствии он был признан синонимичным к гидралмозавру.
Также среди известных синонимов стиксозавра нужно выделить такие виды, как Alzadasaurus kansasensis, Thalassiosaurus ischiadicus (греч. thalassa — «морской», «принадлежащий морю») и Thalassonomosaurus marshi (греч. nomo — «жить», «обитать»).

## Питание
Как и большинство других плезиозавров, стиксозавр, вероятно, питался белемнитами, кальмарами и рыбой (такими её разновидностями, как, к примеру, гилликус). Одной из главных особенностей челюстей стиксозавра было то, что они обладали мёртвой, блокирующей хваткой, что позволяло ящеру удерживать даже столь скользкую добычу.

## В популярной культуре
- Вместе со многими другими морскими животными прошлого, стиксозавр появился в 3D-фильме National Geographic «Морские чудовища: Доисторическое приключение», но, тем не менее, он не был задействован в видеоигре, выпущенной по этому фильму.